# Leerlaufstrom
Unter Leerlaufstrom versteht man den elektrischen Strom, der durch ein elektrisches Gerät fließt, wenn es an die Nennspannung angeschlossen ist, aber nicht belastet wird (Leerlauf); bei regulärer Belastung erhöht sich der Strom bis zum Nennstrom.
Je geringer der Leerlaufstrom, desto geringer sind auch die Standby-Verluste eines Gerätes und desto mehr trägt dieser Umstand zum Energiesparen bei.